# Вейранк, Шарль Жак
Шарль Жак Вейранк (Веренк) (фр. Charles Jacques Veyrenc; 3 декабря 1925, Ле-Крёзо — 13 августа 1985) — французский филолог-славист.
Одновременно с получением школьного аттестата бакалавра в Дижоне (1943, выпускная работа «Юмор у Ювенала») занял место заведующего школой-интернатом, затем был мобилизован оккупационными немецкими войсками для работы на заводе, после освобождения Франции вернулся к работе в интернате. В 1947—1949 гг. преподавал французский язык в алжирском городе Сетиф. Вернувшись в Дижон, изучал русистику и в 1955 г. получил диплом преподавателя русского языка. Преподавал в Лицее Тьера в Марселе, затем в 1959—1961 гг. на филологическом факультете в университете Экс-ан-Прованса. В 1961—1967 гг. профессор русского языка и литературы в Школе восточных языков в Париже, в 1962 г. защитил докторскую диссертацию «Поэтическая форма у Сергея Есенина». В 1967—1968 гг. профессор Лилльского университета, в 1968—1975 гг. — Университета Париж VIII, затем до конца жизни — Университета Сорбонна. Был представителем Франции в Международном комитете славистов.
Научная деятельность Вейранка затрагивала как литературоведческие, так и лингвистические вопросы. В лингвистике он занимался преимущественно вопросами грамматики, особенно глагольными формами — статьи на эту тему собраны в книге «Очерки о русском глаголе» (фр. Études sur le verbe russe; 1980) — и падежами славянских существительных. К сфере синтаксиса принадлежит монография Вейранка об инфинитивных предложениях в русском языке (фр. Les propositions infinitives en russe; 1979). Ему принадлежат также популярные книги «Русская грамматика» (фр. Grammaire du russe; 1968) и «История русского языка» (фр. Histoire de la langue russe; 1970). Помимо русистики Вейранк занимался также изучением болгарского и словенского языков.